# Draco caerulhians
Espèce
Draco caerulhians est une espèce de sauriens de la famille des Agamidae.

## Répartition
Cette espèce est endémique de Sangir dans la province de Sulawesi du Nord en Indonésie.

## Publication originale
- Lazell, 1992 : New flying lizards and predictive biogeography of two Asian archipelagos. Bulletin of the Museum of Comparative Zoology, vol. 152, no 9, p. 475-505 (texte intégral).